# آرشاک آگاپیان
آرشاک سارگسی آگاپیان (ارمنی: Արշակ Սարգսի Ագապյան؛ انگلیسی: Aršak Agapean زادهٔ ۸ مهٔ ۱۸۶۰ - درگذشته ۱۰ اکتبر ۱۹۰۵) روستایی‌نویس، روزنامه‌نگار نظر، کارشناس علوم پرورشی اهل ارمنستان بود.

## زندگی‌نامه
وی در ۲۰ مه [سبک قدیمی: ۸ مه] ۱۸۶۰ در روستای لالی (اکنون نور لالی، ایجوان) به دنیا آمد. وی در مدرسه نرسیسیان (۱۸۷۵) تفلیس تحصیل نمود. وی در ۱۰ اکتبر ۱۹۰۵ در سن ۴۵ سالگی در وازاشن درگذشت.

## آثار
- «Մարդասպան»

## یادداشت
1. ↑  Լալի
2. ↑  գյուղագիր
3. ↑  հրապարակախոս
4. ↑  մանկավարժ